# Fonte de Santa Bárbara
A Fonte de Santa Bárbara, localiza-se no centro da Jardim de Santa Bárbara em Braga.
O Chafariz do Jardim de Santa Bárbara é proveniente do antigo Convento dos Remédios (demolido em inícios do século XX) que se localizava no local onde está o Theatro Circo.
Em Outubro de 2008 actos de vandalismo fracturaram em 78 fragmentos a estátua de Santa Bárbara que encimava o chafariz.
Foi restaurada, mas devido à fragilidade da peça, considerou-se desaconselhável que a escultura regresse ao seu local, pois necessita de condições favoráveis à sua estabilidade física e estética, razão pela qual, foi colocada no claustro do antigo Convento do Pópulo;
Posteriormente foi mandada executar uma réplica em material durável, que foi colocada no chafariz de Santa Bárbara.
A intervenção de restauro teve como principais objectivos, repor a volumetria total da peça original, restituindo a unidade à escultura e promover a sua estabilidade física e química.
Em 15 de junho de 2023, foi colocada no chafariz uma nova escultura, feita num único bloco de granito.